# 木庭久美子
木庭 久美子（こば くみこ、1931年1月14日 - 2024年9月14日）は、日本の劇作家。
東京生まれ。旧本名福家久子。明治大学仏文科卒。1956年、前年妻を失った明大教授・中村光夫（本名木庭一郎）と結婚。1979年頃から戯曲の勉強を始める。1985年神奈川県演劇コンクールに脚本「友達」が第一位、文化庁創作作品募集で「父親の肖像」により舞台芸術創作奨励賞、1988年1月戯曲「父親の肖像」を書いて劇団昴によって福田恆存の演出で上演され劇作家デビュー。同年7月夫を喪うがその後も劇作を続け、1991年「カサブランカ」で菊池寛ドラマ賞奨励賞、「さよならパーティ」（1992）「ピアフの妹」「夢二の妻」（1998）「選択 一ヶ瀬典子の場合」（2008）などを上演している。

## 著書
- さよならパーティ 戯曲集（1992年、牧羊社、ISBN 4833315327）
- 夢二の妻 ピアフの妹（1996年、武蔵野書房、JP 98001513）
- 木庭久美子戯曲集（2019年、かまくら春秋社、ISBN 9784774007953）

1. ↑  『日本文藝家協会会報』2025年8月号